# Morgengry
|  | Denne artikel er oprettet af botten PalnaBot ud fra en ekstern database. Den kan derfor have sproglige fejl eller mangler. Denne skabelon kan fjernes efter kontrol af indholdet. |

Morgengry er en kortfilm fra 2004 instrueret af Meeto Worre Kronborg Grevsen efter manuskript af Meeto Worre Kronborg Grevsen.

## Handling
En pige i slutningen af sin teenagealder kan pludselig ikke finde sin far en almindelig søndag morgen. Det går op for pigen, at faderen aldrig har været der, og pigen bliver nødt til at give slip på faderen - i hvert fald i fysisk form.